# Pärsama
Pärsama (tyska: Persama) är en by i västra Estland. Den ligger i Leisi kommun och landskapet Saaremaa (Ösel), 160 km sydväst om huvudstaden Tallinn. Pärsama ligger 16 meter över havet och antalet invånare är 252.